# Ger (Manica)
Ger è un comune francese di 885 abitanti situato nel dipartimento della Manica nella regione della Normandia.

## Società

### Evoluzione demografica
Abitanti censiti